# Велика війна (телесеріал, 2010)
«Велика війна» (рос. «Великая война») — російський документальний телесеріал, що розповідає про найбільш значимі події Німецько-радянської війни. Складається із 8 серій у хронологічній послідовності. Проект створено 2010 року, його присвячено 65-літтю перемоги СРСР у Німецько-радянській війні.

## Робота над фільмом
Проект створено на замовлення російського Першого каналу (рос. Первого канала) та проведений спільно студією «Babich Design» і кінокомпанією «Star Media», що має великий досвід в роботі над художніми фільмами про війну. Оскільки до цього студія займалася в основному виробництвом графічних проектів, довелося дещо розширити штат співробітників і спектр робіт. Спеціально для виробництва ігрових фрагментів проекту «Велика війна» була зібрана повноцінна знімальна група, яка займалася підбором акторів, костюмів, зброї, військової техніки, реквізиту, орендою освітлювального обладнання, камер, кранів — загалом, забезпечувала все те, що зазвичай необхідно повноцінному ігровому кіно.
Написанням сценаріїв займались Артем Драбкін і Олексій Ісаєв. Вони є професійними знавцями військової тематики. Тексти сценаріїв багаторазово обговорювалися і відсилались на доопрацьовування. Головним військово-історичним консультантом на проекті був Золотарьов Володимир Антонович — доктор історичних наук, професор військової історії.
Музика до фільму написана київським композитором — Борисом Кукоба. Запис голосів дикторів і звуковий пост-продакшн виконувала студія Golden Voice, Київ.

Кадр з фільму

Для моделювання техніки, елементів фортифікації і архітектури використовувалися довідники та альбоми з історії німецько-радянської війни, величезну кількість фотографій, та матеріали з Інтернету.
Для фільму було виготовлено величезну кількість моделей танків, літаків, гармат, вогнепальної зброї та спорядження. Близько трьохсот моделей танків, літаків, поїздів, вагонів, боєприпасів, людей і т. д. Термін виробництва документального циклу з восьми серій — лише рік. Відтворити весь парк техніки навіть однієї воюючої сторони за цей час практично неможливо. Тому іноді в деяких сценах використовувались вже наявні моделі танків або літаків, у той час як на описуваній ділянці фронту могли бути задіяні бойові машини інших модифікацій.

## Про фільм
Робота над циклом «Велика війна» розпочалась на весні 2009 року. Безпосередні зйомки проходили у літньому Криму та Києві. В складі знімальної групи було лише 30 чоловік. Ще 35 чоловік займалися комп'ютерною графікою, яка є унікальним елементом циклу: вона дозволить глядачам до найдрібніших подробиць побачити події тих років.
Так, в одній із серій показаний перехід німців через Дон на надувних човнах. В дійсності більше ніж 200 німецьких солдатів брали участь у тих подіях, всі вони показані у фільмі. Побачити цю масштабну картину стало можливим завдяки останнім досягненням комп'ютерної графіки. Таким чином, в сцені переходу через Дон, яка зображена у фільмі — брало участь лише 7 акторів.
Одними з найбільш складних і трудомістких графічних епізодів стали події у Сталінграді. Кілька тижнів знадобилося аніматорам, щоб показати весь жах тих подій — масові німецькі бомбардування, що перетворили місто в палаючі руїни, смерть десятків тисяч жителів. Завдяки 3D-анімації глядачі зможуть побачити все, аж до найдрібніших подробиць. Самі зйомки проходили в сучасному Волгограді, і вже потім аніматори «руйнували» одні будинки і «створювали» інші — все так, як було за часів німецько-радянської війни.
У кожному фільмі циклу є багато стоп-кадрів, наприклад, у сцені штурму будинку, в Сталінграді, час раптом зупиняється: «застигають» в польоті кулі, «повисають» язики полум'я. І камера на коротку мить показує, що відбувається в лавах німецької дивізії, та у військах Червоної Армії. Все це неможливо побачити в процесі бою, але стає можливим завдяки 3D-анімації.

### Заплановані серії
- Серія 1.  План Барбаросса. Нашестя.
- Серія 2.  Битва за Москву.
- Серія 3.  Блокада Ленінграда.
- Серія 4.  Сталінград.
- Серія 5.  Курська дуга.
- Серія 6.  Звільнення України.
- Серія 7.  Звільнення Білорусі і Прибалтики.
- Серія 8.  Битва за повітря.
- Серія 9.  Звільнення Європи.
- Серія 10.  Битва за Берлін.

### Список серій
| Номер та назва серії                 | Опис серії |
| ------------------------------------ | --- |
| Перша серія. «Барбаросса»            | 18 грудня 1940-го року Гітлер підписав директиву № 21, відому сьогодні як план «Барбаросса». Широко поширена помилка, що німецькі плани потрапляли на стіл Сталіна чи не відразу після їх підписання. Дату німецького нападу розвідка СРСР, за даними авторів серіалу, визначити не змогла. 22 червня 1941 німецькі війська перетнули кордон СРСР. Основні сили Червоної Армії було зосереджено далеко від західного кордону і вони не змогли надати належного опору ворогові, Німецьке командування розраховувало завершити військову кампанію за три-чотири місяці.           |
| Друга серія. «Битва за Москву»       | З перших днів війни Москва готувалася до оборони. Було евакуйовано установи та заводи, посольства і міністерства. З Ленінграда було відкликано маршала Жукова. За планом німецької операції «Тайфун», міць удару групи армій «Центр» була спрямована на Москву. 17 жовтня Москва була переведена у стан облоги, 7 листопада на Червоній площі відбувся парад. Частини армії СРСР після параду йшли на фронт. |
| Третя серія. «Блокада Ленінграда»    | Ленінград для німецького командування мав стратегічне значення. 8 вересня німці вийшли до Ладозького озера, і місто стало відірваним від «великої землі». Кораблі Балтійського флоту, артилерія і сухопутні частини Червоної армії захищали місто і «дорогу життя», прокладену по кризі Ладозького озера. Спроби командування СРСР прорвати кільце оточення, успіху не приносили. Ленінградці голодували, вмирали, місцеві заводи продовжили працювати. В лютому 1943 року почата Ставкою операція «Іскра» допомогла прорвати блокада.                                          |
| Черверта серія. «Сталінград»:        | 28 червня 1943 німці приступили до реалізації плану «Блау». Фашистські війська рвалися до Кавказької нафти. Щоб забезпечити цей наступ армії Паулюса було потрібно захопити Сталінград. Південний сектор радянської оборони було прорвано. Але 6-та польова армія Паулюса, що вийшла до Сталінграда, несподівано отримала сильний відсіч і зупинилася. Сталінград тримався, а радянське командування вже готувало план розгрому всього ворожого угруповання. |
| П'ята серія. «Курська дуга»:         | Квітень 1943. Фронт зупинився, але радянське командування вже будувало плани на літо, особливу увагу приділяючи району Курська. За німецьким планом операції «Цитадель» планувалося зрізати Курський виступ двома ударами. З півночі належало атакувати групі армій «Центр», з півдня — групі армій «Південь». Тим часом під Курськом радянські війська створювали смуги оборони. Готувався небачене за масштабами гігантський бій в якому з обох сторін брали участь понад два мільйона людей. Всі найсучасніші види зброї були кинуті в найбільшу танкову битву всіх часів.   |
| Шоста серія. «Операція „Багратіон“»: | Навесні 1944-го німці з тривогою чекали висадки військ англо-американської коаліції у Франції. Група армій «Північ» відступила від Ленінграда, група армій «Південь» залишила Крим. Положення групи армій «Центр» у Білорусі здавалося німецькому командуванню стабільним. В очікуванні наступу Червоної Армії в Україні, основна міць німецької армії — танки і авіація — була перекинута на південь. Але ставка ухвалила несподіване рішення вдарити по ворогові в Білорусі. Операцією «Багратіон» радянське командування планувало знищити всю групу армій «Центр».          |
| Сьома серія. «Від Дніпра до Одеру»:  | Червона армія зайняла Україну, щоб уповільнити просування радянських військ, німецьке командування підривало мости на річках, а на окупованих територіях використовувало тактику «випаленої землі». Командуючий Воронезьким фронтом генерал Ватутін протягом жовтня намагався прорватися з Лютізького і Букринського плацдармів Дніпра. 5 листопада танкові з'єднання під командуванням генералів Рибалка і Кравченка перерізали шосе Київ-Житомир і відрізали німецьким військам шлях до відступу. І вже наступного дня війська СРСР зайняли Київ.                             |
| Восьма серія. «Битва за Берлін»:     | 31 січня танкісти 1-го Білоруського фронту в районі Кюстріна і Франкфурта вийшли до Одеру. Не чекаючи піхоти, танкісти форсували річку і захопили плацдарми. Берлін — усього за 100 кілометрів. І тут ставка вирішила зупинити наступ на столицю Німеччини. Потрібно було поповнити частини, підтягнути тили. Лише очистивши від фашистських військ Померанію та Сілезію, Червона Армія продовжила наступ. Дізнавшись про плани англо-американських військ по захопленню Берліна, Ставка розробила операцію, що передбачає швидке просування до міста за найкоротшим маршрутом. |

## Галерея

Обкладинка DVD диску. «Барбаросса»
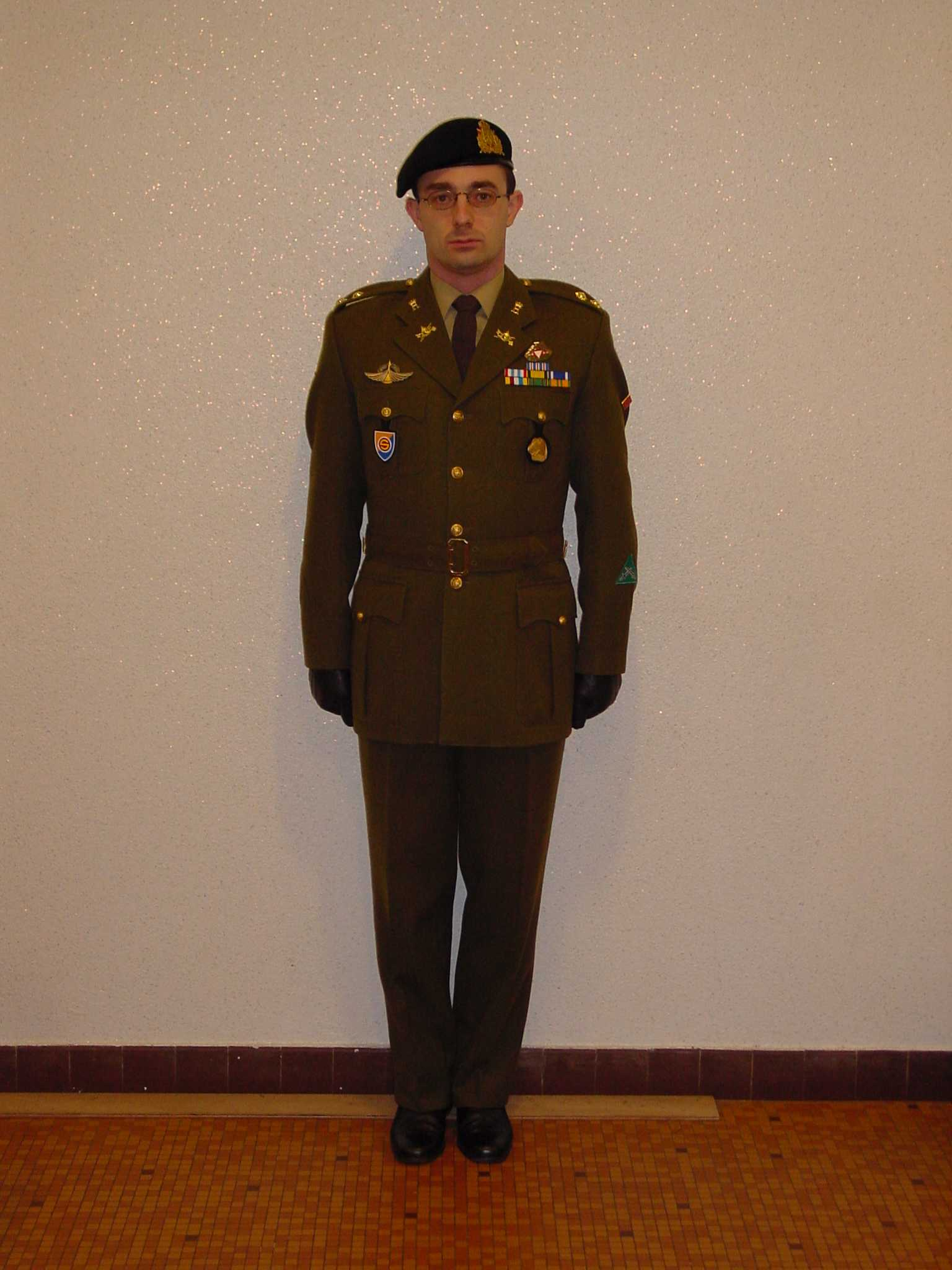
Обкладинка DVD диску. «Битва за Москву»
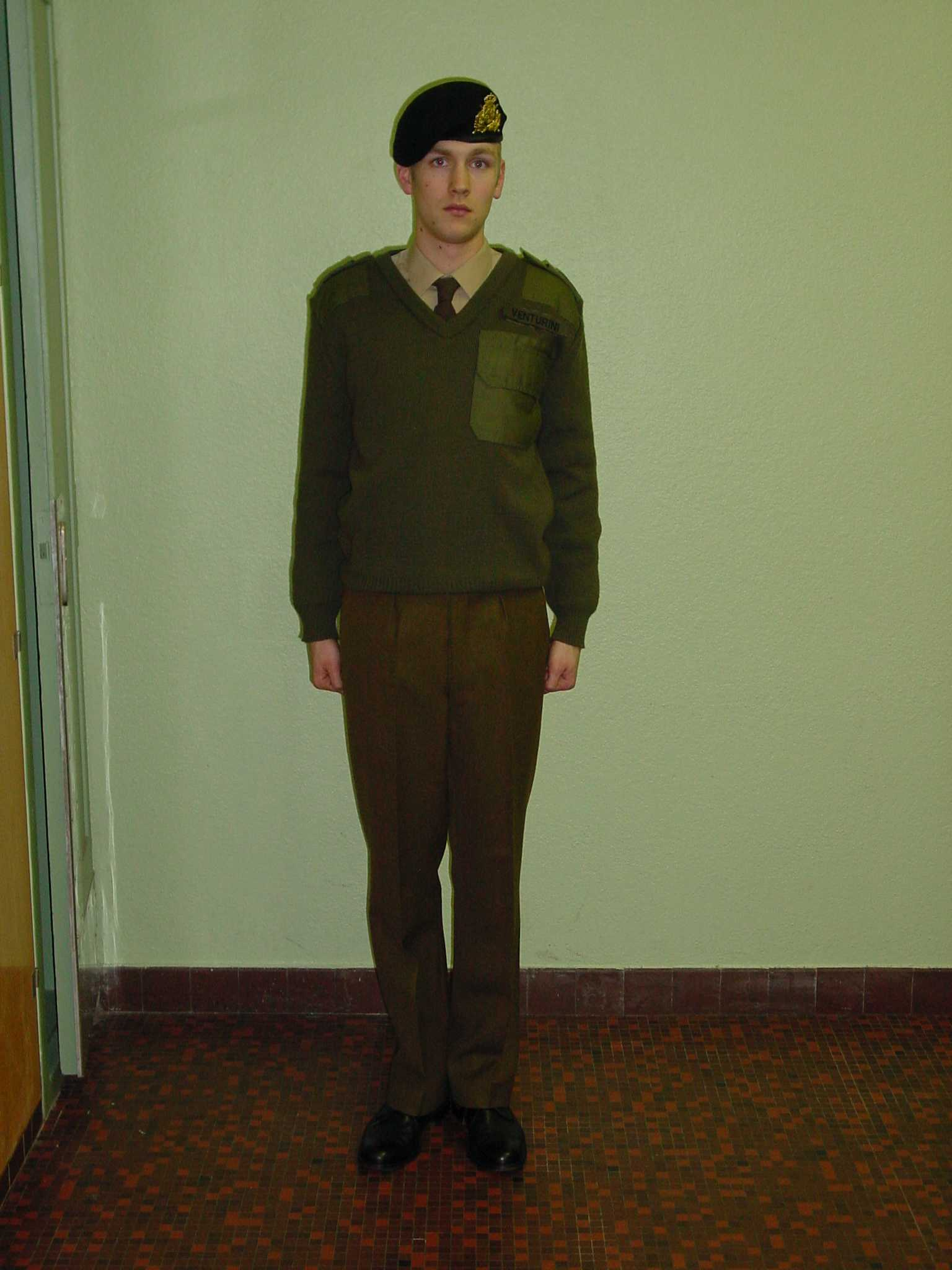
Обкладинка DVD диску. «Блокада Ленінграда»
Обкладинка DVD диску. «Сталінград»
Обкладинка DVD диску. «Курська дуга»
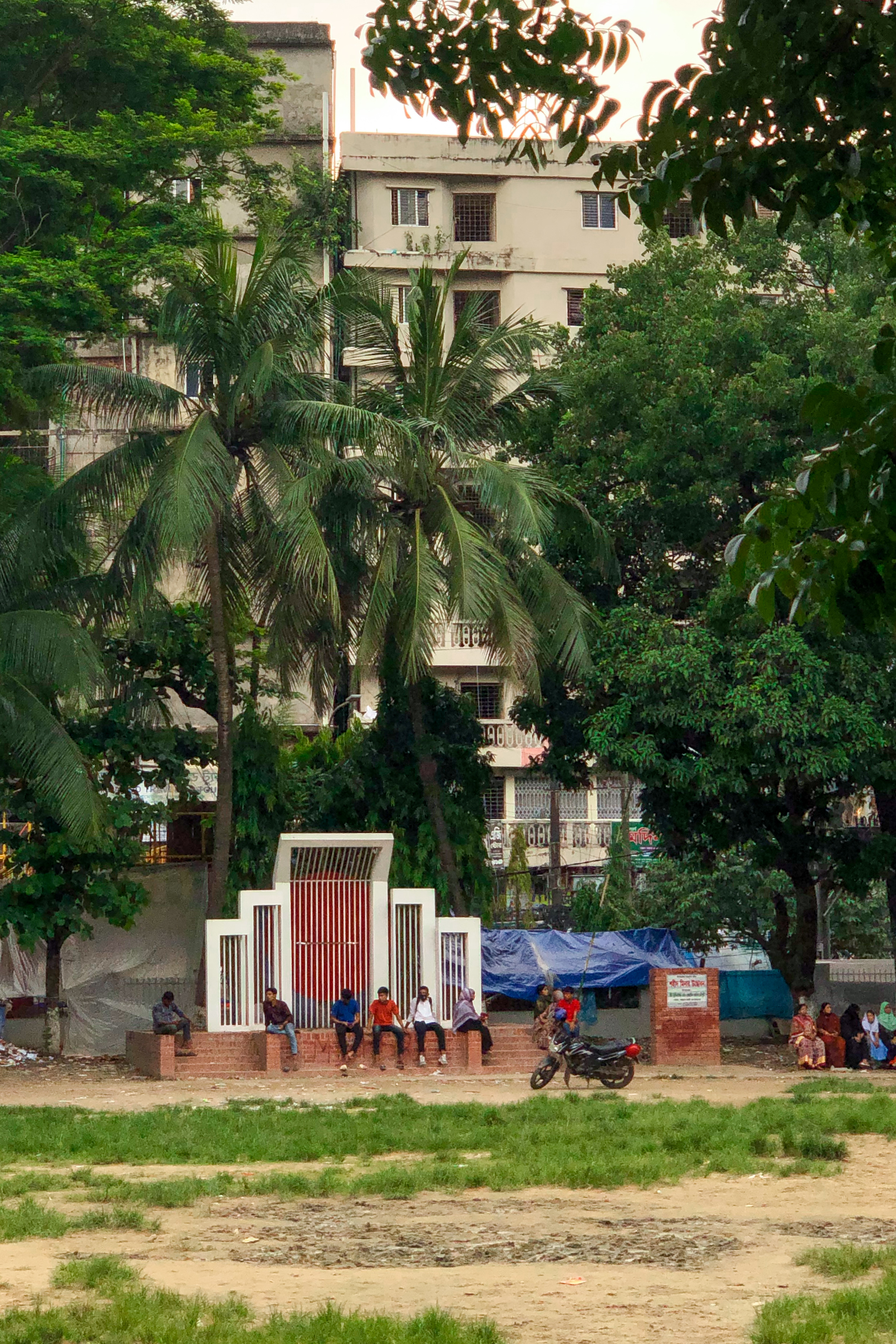
Обкладинка DVD диску. «Операція "Багратіон"»
Обкладинка DVD диску. «Від Дніпра до Одеру»
Обкладинка DVD диску. «Битва за Берлін»